# Abdij van Clervaux
De Abdij van Sint-Maurice en Sint-Maur is een benedictijnerabdij gelegen in Clervaux (Klierf) in het groothertogdom Luxemburg. Het klooster werd gesticht in 1909 en herbergt anno 2020 een internationale gemeenschap van een tiental monniken.

## Geschiedenis
Op basis van de wet van 1901 in Frankrijk op de Laicité werden de monniken van de Abdij van Glanfeuil (nabij Angers) in datzelfde jaar uit Frankrijk verbannen. Ze verbleven enige tijd in Baronville in België, alvorens zij werden onthaald in het groothertogdom Luxemburg. In 1909 werd de werf voor de nieuwe abdij opgestart. De abdij werd gebouwd in een neoromaanse stijl op een heuvel van het kleine stadje Clervaux, in het noorden van het groothertogdom. De toren, in de stijl van Cluny, verheft zich als een baken voor de omliggende regio.
De abdij maakt deel uit van de Congregatie van Solesmes. De regel van Sint-Benedictus volgend wijden de monniken hun tijd aan het gemeenschappelijke koorgebed, persoonlijke gebed, de lectio divina (studie van de Heilige Schrift) en de intellectuele of manuele arbeid. Dit evenwicht vindt haar samenvatting in de uitspraak 'ora et labora'. Het getijdengebed roept hen tot zeven maal per dag volgens de verschillende 'tijden' naar de kerk en geritmeerd door het zingen van de psalmen loven de monniken God. De plechtige viering van de eucharistie voor de gemeenschap en het ruime publiek is het centrum van hun leven.
De abdij is in het bijzonder bekend voor zijn traditie van het gregoriaans (net zoals haar moederhuis Solesmes). Zo was de abdij o.a. verantwoordelijk voor de officiële uitgave van het gregoriaanse Antifoniarium, daar waar Solesmes de uitgave van de misgezangen op zich nam. Met name de cantor Pierre Thomas werd genoemd als professor gregoriaanse zang aan het gerenommeerde Instituut voor kerkelijke muziek te Rome. Hij overleed geheel onverwacht in 1951.

## Lijst van abten
- Edouard du Coëtlosquet (1894-1903), vader abt van de gemeenschap te St. Maure de Glanfeuil, voor de uitdrijving naar Baronville[4]
- Paul Renaudin (1907-1919),[5] te Baronville, nadien te Clervaux (1910)
- Joseph-Odon Alardo (1919-1940)
- Jacques Winandy (1947-1956)
- Henri Marcotte de Sainte-Marie (1958-1971)
- Vincent Truijen (1971-1991)
- Michel Jorrot (1994- )